# Руді Бебей-Ндей
Руді Гелор Бебей-Ндей (фр. Rudy Guélord Bhebey-Ndey, 9 березня 1986) — конголезький футболіст, нападник.

## Життєпис
Бебей-Ндей розпочав кар'єру в 2003 році в клубі «Етуаль дю Конго», молодий футболіст показував хороші результати, завдяки чому в тому ж році дебютував у збірній. У 2005 році Бебей-Ндей перейшов в габонський «Дельта Телестар», команда посіла четверте місце в чемпіонаті. У тому ж році Бебей-Ндей відзначився першим голом за збірну. У 2006 році футболіст повернувся в чемпіонат Конго, перейшовши в «Сен-Мішель д'Уензе».
У сезоні 2006/07 років Бебей-Ндей перейшов в чемпіонат України, де виступав за «Зорю» (Луганськ). 12 листопада 2006 року гравець дебютував у Прем'єр-лізі, провівши повний матч проти «Дніпра», «Зоря» була розгромлена з рахунком 0:3. Через тиждень він вийшов на останніх хвилинах матчу проти алчевської «Сталі», луганчани перемогли з мінімальним рахунком. Свій третій і останній матч за клуб Бебей-Ндей провів проти «Харкова», вийшовши на заміну за рахунку 0:1 на користь суперника. Однак, він не зміг врятувати команду від поразки і крім жовтої картки нічим не відзначився. Він також провів один матч в дублі «Зорі», в ньому клуб з мінімальним рахунком поступився другій команді «Таврії».
Після сезону в Україні Бебей-Ндей повернувся в «Дельта Телестар», а ще через рік перейшов у свій перший клуб, «Етуаль дю Конго». Після цього гравець три роки не викликався в збірну. У 2010 році Бебей-Ндей перейшов у «Леопардс». Поступово футболіст набрав форму і вже через рік знову отримав виклик у національну збірну. У 2012 та 2013 роках «Леопардс» ставали чемпіонами Конго.